# جون ديفيز (لاعب كريكت)
جون ديفيز (3 فبراير 1926 - 1 أبريل 2005) (بالإنجليزية: John Davies)‏ هو لاعب كريكت بريطاني (وحمل سابقاً جنسية المملكة المتحدة لبريطانيا العظمى وأيرلندا).